# Pierre Baruzy
Pierre Baruzy (Amiens, 19 maggio 1897 – Parigi, 17 dicembre 1994) è stato un manager, campione di boxe francese.

## Biografia
Di origini italiane, discendente di una nobile famiglia veneziana, Pierre Barozzi, francesizzato in Baruzy, è entrato nell'accademia francese di boxe all'età di 13 anni, dove è stato allievo di Charles Charlemont ed è stato nominato undici volte campione francese dei pesi medi.
Partecipò alle Olimpiadi del 1924: la boxe francese è inclusa per la prima volta nelle Olimpiadi estive del 1924 a Parigi. Nel 1930 diventò presidente dell'Académie de Boxe Française e nel 1937 si disputò l'ultimo Campionato Francese (fino alla sua rinascita nel 1966), durante il quale ottenne il titolo di Campione in tutte le categorie, battendo boxer medi e pesanti. Tra il 1922 e il 1935 ottenne 11 titoli di campionato.
Pierre Baruzy si unì alla Resistenza durante la seconda guerra mondiale. Ha presieduto la "commissione operaia delle JP". Sotto l'occupazione, Baruzy fu nominato nel dicembre 1941 consigliere comunale di Parigi dal ministro degli Interni Pierre Pucheu, e divenne segretario del consiglio municipale. È stato presidente del Comitato Direttivo di Timken (Francia) e Cancelliere dell'Accademia Internazionale CIOS. Come industriale è stato presidente della Compagnie des ASTD e membro del Consiglio per Meules Norton.
Fu arrestato nell'agosto 1944, ma fu poi insignito della Medaglia della Resistenza. Affermava di essere stato nel 1972 in contatto con il generale Revers, capo dell'Organisation de résistance de l'Armée (ORA) e di essere stato membro dal 1942 della Buckmaster network. Baruzy affermava di aver salvato 11 aviatori delle forze alleate i cui aerei sono stati abbattuti dalla esercito tedesco. Le sue attività di resistenza gli valsero la Medaglia della Libertà dal Generale Eisenhower nel 1945, così come una seconda Medaglia del Presidente Ronald Reagan nel 1984; il che lo rende l'unico francese ad aver ricevuto le sue due medaglie.
Attivo dal 1945 nel Comitato nazionale dell'Organizzazione francese (CNOF), che presiedette dal 1952 al 1957, dopo esserne stato il segretario generale. Ha dato nuovo impulso allo sport nel dopoguerra, nel 1965 è diventato il presidente fondatore del Comitato nazionale francese di boxe che sarà sostituito nel 1975 dalla Federazione di boxe francese Savate (FFBFS e DA).
Pierre Baruzy ricevette numerosi riconoscimenti civili e militari nel corso della sua carriera.

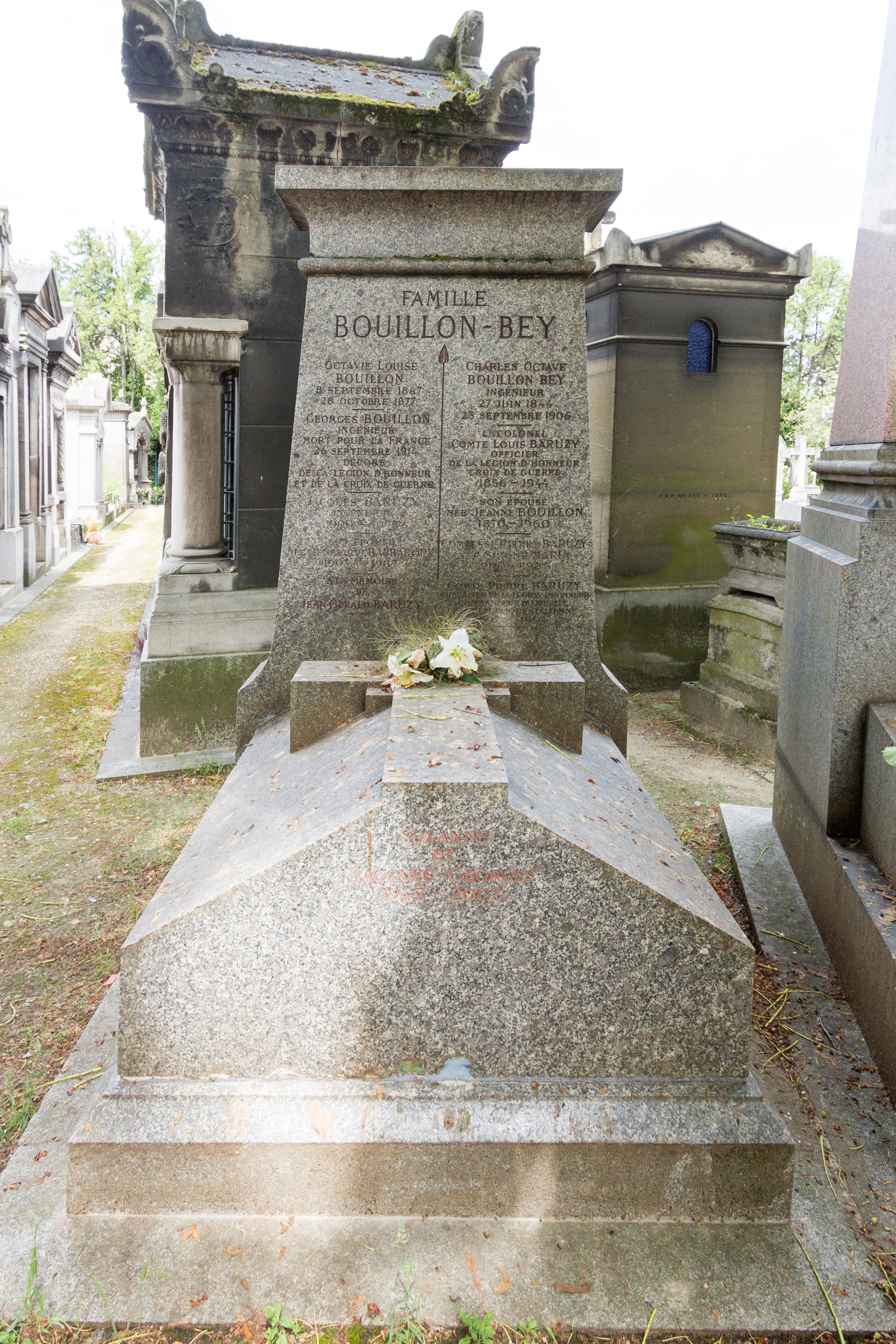
Sepoltura al cimitero di Passy.

Riposa nella tomba Bouillon-Bey.